# Samsung Galaxy S4 Active
El Samsung Galaxy S4 Active es un teléfono inteligente con Android producido por Samsung Electronics y lanzado en junio de 2013. Como variante del Samsung Galaxy S4, el S4 Active contiene especificaciones similares, pero también cuenta con protección contra el agua y el polvo diseñada según las especificaciones IP 67, junto con un diseño más resistente. El Galaxy S4 Active fue sucedido por el S5 Active.

## Lanzamiento
El S4 Active fue lanzado por primera vez en los Estados Unidos por AT&T el 21 de junio de 2013 en colores 'Dive Blue' y 'Urban Grey', su número de modelo es SGH-i537. Se lanzó una versión internacional del S4 Active en el tercer trimestre de 2013, su número de modelo es GT-I9295.

## Especificaciones
El S4 Active hereda la mayoría de sus componentes de hardware del S4, incluido un procesador de cuatro núcleos Snapdragon 600 idéntico, 2 GB de RAM y una pantalla de 1080p de 5 pulgadas. Sin embargo, su pantalla es una pantalla TFT LCD y usa Gorilla Glass 2 en lugar de Super AMOLED y Gorilla Glass 3 del S4, el S4 Active usa una cámara trasera de 8 megapíxeles en lugar de la cámara trasera de 13 megapíxeles del S4. Su diseño de hardware es similar al del S4, excepto que es un poco más grueso, tiene remaches metálicos, incluye solapas para cubrir los puertos cuando no están en uso y usa tres teclas físicas de navegación en lugar de una tecla física de inicio y teclas capacitivas de menú/atrás como el S4. El S4 Active está diseñado según las especificaciones IP67, lo que significa que puede resistir hasta 30 minutos bajo el agua a una profundidad máxima de 1 metro (3,3 pies) y también es resistente al polvo. El S4 Active se lanzó con un software similar al S4, Android 4.2.2 'Jelly Bean' con TouchWiz. Su software de cámara reemplaza el modo 'Dual Shot' con un 'Modo Aqua' diseñado para tomar fotos bajo el agua, que desactiva la pantalla táctil y usa las teclas de volumen como obturador.
Se lanzó una actualización de Android 4.4.2 'KitKat' para el modelo de AT&T en abril de 2014, aunque la implementación se detuvo temporalmente hasta junio de 2014 debido a problemas técnicos. La versión internacional recibió su actualización de KitKat a fines de mayo de 2014 En abril de 2015, el S4 Active se actualizó a Android 5.0 'Lollipop'.

## Recepción
Engadget dio positivo en su revisión del S4 Active, y señaló que el S4 Active tenía una apariencia más 'de gama alta' que el S4 normal, tenía una sensación más cómoda debido a su estructura más gruesa y que sus botones eran 'definitivamente superiores'. desde el punto de vista de la usabilidad. Sin embargo, también se observaron regresiones del S4, como su menor calidad de visualización en comparación con el Super AMOLED.